# 체르팔리우
체르팔리우(Zerfaliu, 사르데냐어: Zrofollìu)는 이탈리아 사르데냐 지역의 오리스타노도에 있는 코무네이다. 칼리아리에서 북서쪽으로 약 90 킬로미터 (56 mi) 떨어져 있고, 오리스타노에서 북동쪽으로 약 14 킬로미터 (9 mi) 떨어져 있다.
체르팔리우는 다음 코무네와 접한다: 올라스트라, 파울릴라티노, 시막시스, 솔라루사, 빌라노바트루스케두.